# .us
.us ist die länderspezifische Top-Level-Domain (ccTLD) der Vereinigten Staaten von Amerika. Sie existiert seit dem 15. Februar 1985 und wurde vom Unternehmen NeuStar verwaltet, dessen Vertrag bis zum 31. August 2013 lief. Adressen können seit 2002 sowohl auf zweiter als auch auf dritter Ebene registriert werden. Einige Second-Level-Domains sind jedoch den einzelnen US-Bundesstaaten vorbehalten, so etwa .ny.us für Websites, die zu New York gehören, wobei einige Landesverwaltungen .gov-Domains bevorzugen. So lautet die Domain von Kalifornien etwa .ca.gov. Die Richtlinien bei Streitigkeiten zwischen Inhabern von .us-Domains sind in der usTLD Dispute Resolution Policy (usDRP) geregelt.

## Vergaberegeln
In der Regel haben nur Staatsbürger und Unternehmen der Vereinigten Staaten das Recht, eine .us-Adresse zu registrieren. Allerdings können auch ausländische Unternehmen eine Registrierung vornehmen, insofern sie bona fide (guten Glaubens) eine Unternehmensvertretung in den USA in Form einer Niederlassung oder eines Tochterunternehmens vorweisen können. Letztere Anforderungen müssen zwar bei der Anmeldung nicht zwangsmäßig mittels Vorlage von Unterlagen bewiesen werden, jedoch führt NeuStar regelmäßig Stichproben zur Überprüfung der Registrierungsangaben durch.
Lange Zeit fristete diese Top-Level-Domain ein Schattendasein, da die meisten Unternehmen und Privatpersonen die viel populäreren Domains .com, .net und .org benutzen, sodass .us hauptsächlich von offiziellen Stellen wie Bezirksregierungen benutzt wurde. Erst in neuerer Zeit wandelt sich das Bild langsam und auch Privatpersonen registrieren .us-Adressen. Dies ist vor allem auf massive Werbung durch NeuStar zurückzuführen.

## Eigenschaften
Insgesamt darf eine .us-Domain zwischen drei und 63 Zeichen lang sein, zweistellige Adressen wie beispielsweise unter .de sind damit nicht möglich. Die Vergabestelle möchte damit verhindern, dass andere länderspezifische Top-Level-Domains als Second-Level-Domain registriert werden und damit missverständliche Endungen wie .de.us entstehen könnten. Die Konnektierung einer .us-Domain läuft vollständig automatisiert ab und wird in der Regel innerhalb weniger Stunden abgeschlossen. Sonderzeichen werden im Moment nicht unterstützt, es können nur alphanumerische Zeichen genutzt werden. Da die Englische Sprache vom bisherigen Zeichensatz vollständig abgedeckt wird, wird allgemein nicht erwartet, dass für .us jemals das Punycode-Verfahren implementiert werden wird.
Im Vergleich zu anderen länderspezifischen Top-Level-Domains werden für .us-Domains höhere Preise erzielt, besonders wenn es sich dabei um sogenannte sprechende Domains handelt (zum Beispiel join.us, deutsch folge uns). Die Endung .us gilt international als überdurchschnittlich wertvoll.
Im Januar 2013 kündigte das US-Wirtschaftsministerium eine Anhörung zu .us an, in der über Erfordernisse und Probleme der Top-Level-Domain beraten werden soll. Die Ergebnisse sollen in den neuen Vertrag mit der Vergabestelle NeuStar einfließen, der im September 2013 beginnt. Ein ähnliches Verfahren führte allerdings bereits 2007 zu keiner nennenswerten Änderung, NeuStar fungierte weiterhin als Vergabestelle.

## Jugendschutz
Im Dezember 2002 wurde der Dot Kids Implementation and Efficiency Act erlassen, der unter anderem die Einführung eines speziellen Bereichs unterhalb der ccTLD .us vorsah. Daraufhin wurde im Jahr 2003 die Second-Level-Domain .kids.us gestartet. Auf diesem Weg sollte Eltern und Kindern die Möglichkeit gegeben werden, in Bezug auf den Jugendschutz unbedenkliche Inhalte schon an der Domain zu erkennen. Die komplizierten Vergabekriterien haben jedoch dafür gesorgt, dass sich .kids.us nie auf breiter Front durchsetzen konnte. Nach Branchenmeldungen wurden nur einige Hundert Domains registriert. Daher gab das US Department of Commerce im Juli 2012 bekannt, die Vergabe neuer Domains mit Wirkung zum 27. Juli 2012 einzustellen.